# Knoblauch-Gamander
Der Knoblauch-Gamander (Teucrium scordium), auch Lauch-Gamander genannt, ist eine Pflanzenart aus der Gattung Gamander (Teucrium) innerhalb der Familie der Lippenblütler (Lamiaceae).

## Beschreibung

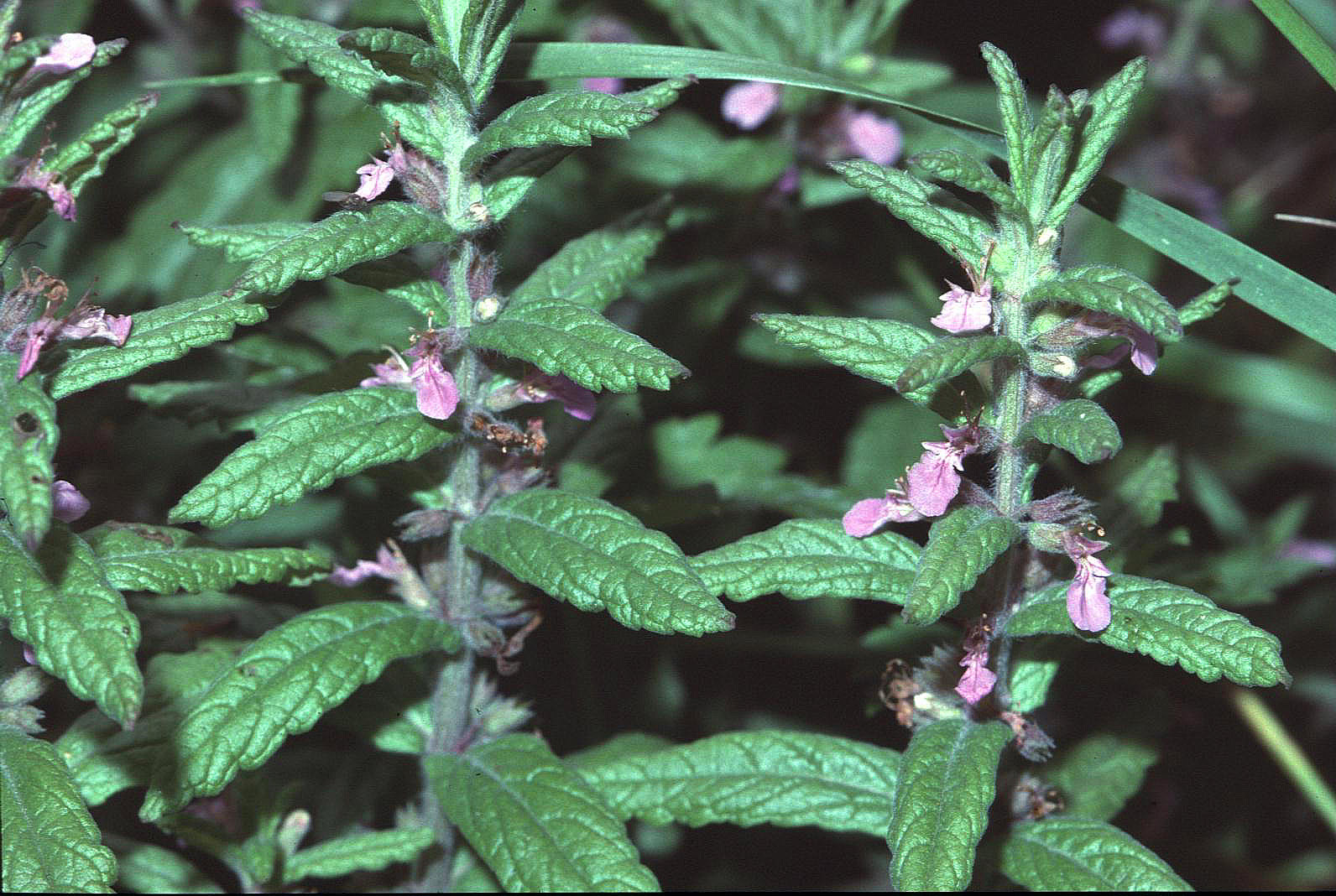
Habitus, gegenständige Laubblätter und Blüten

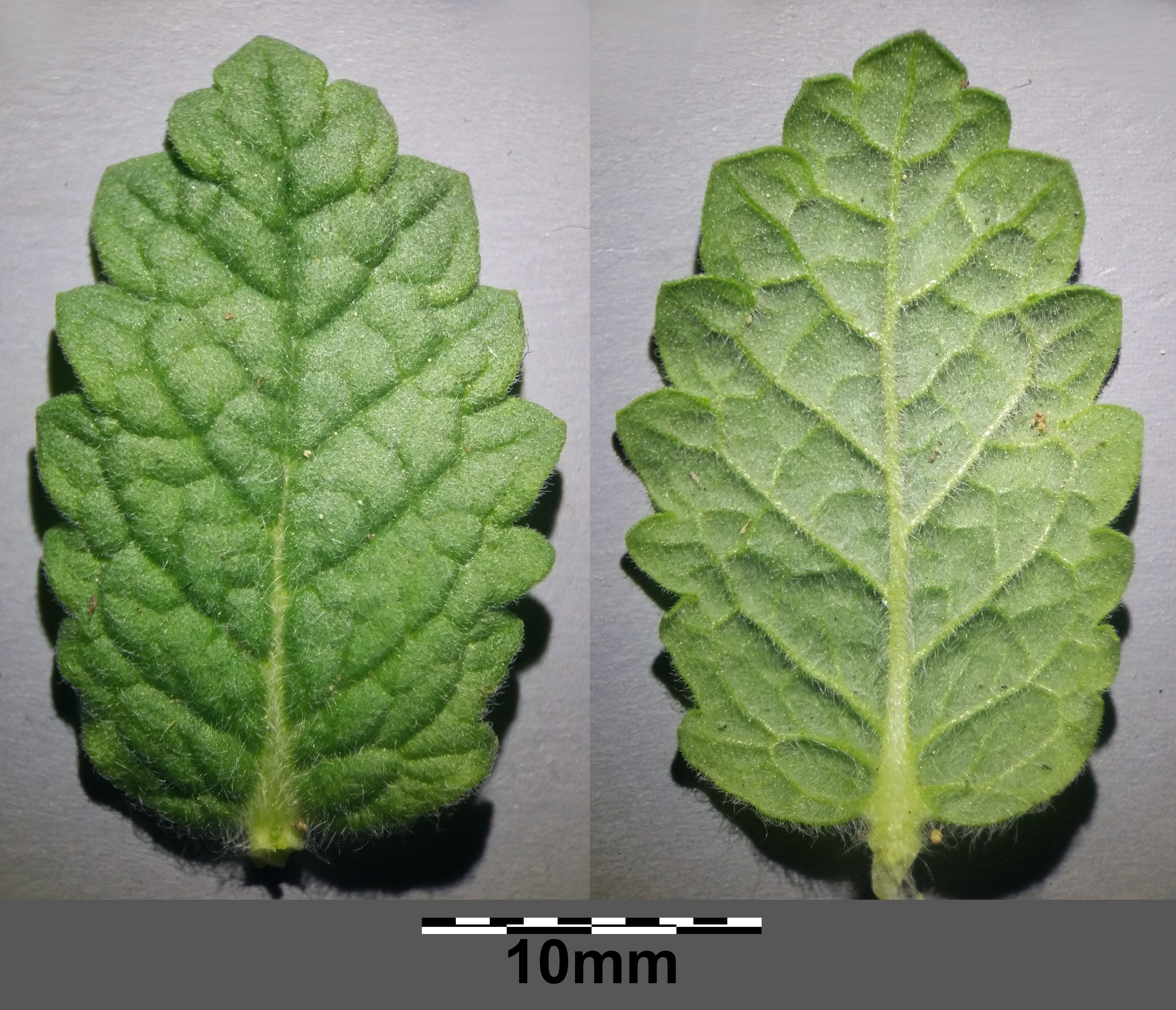
Ober- und Unterseite eines Laubblattes

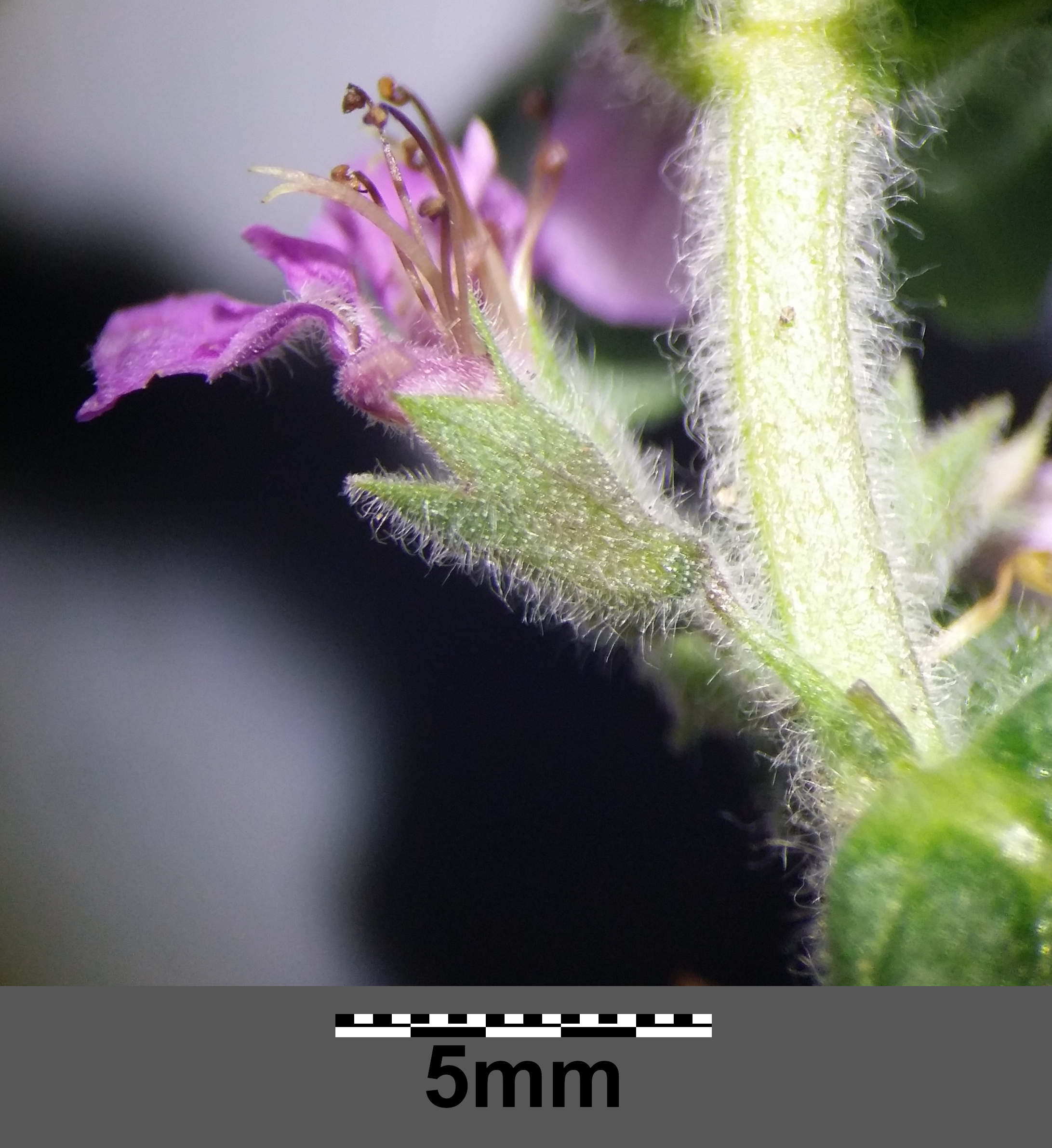
Stängel und zygomorphe Blüte mit Blütenkelch und -krone

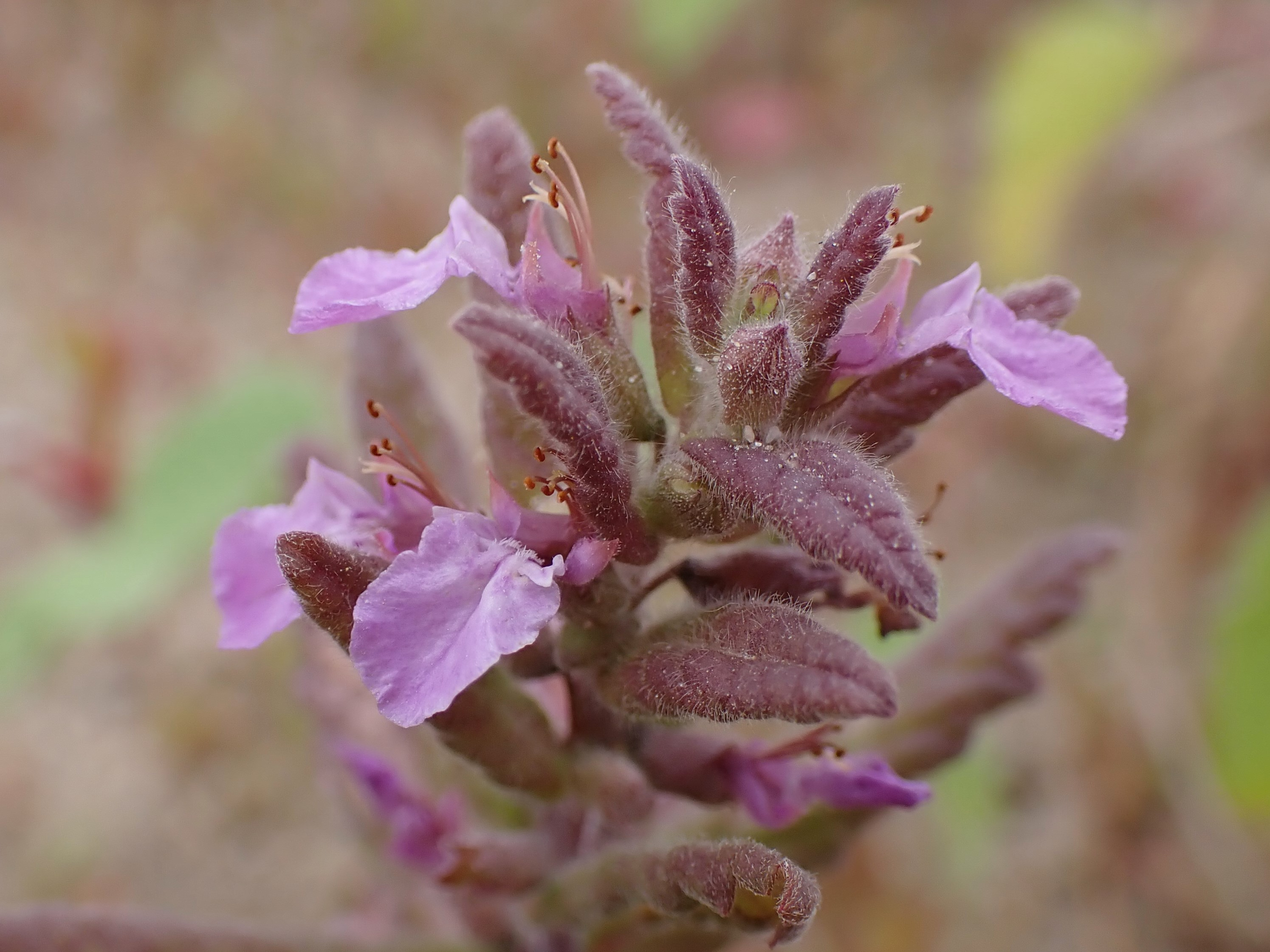
Oberes Endes eines Blütenstandes

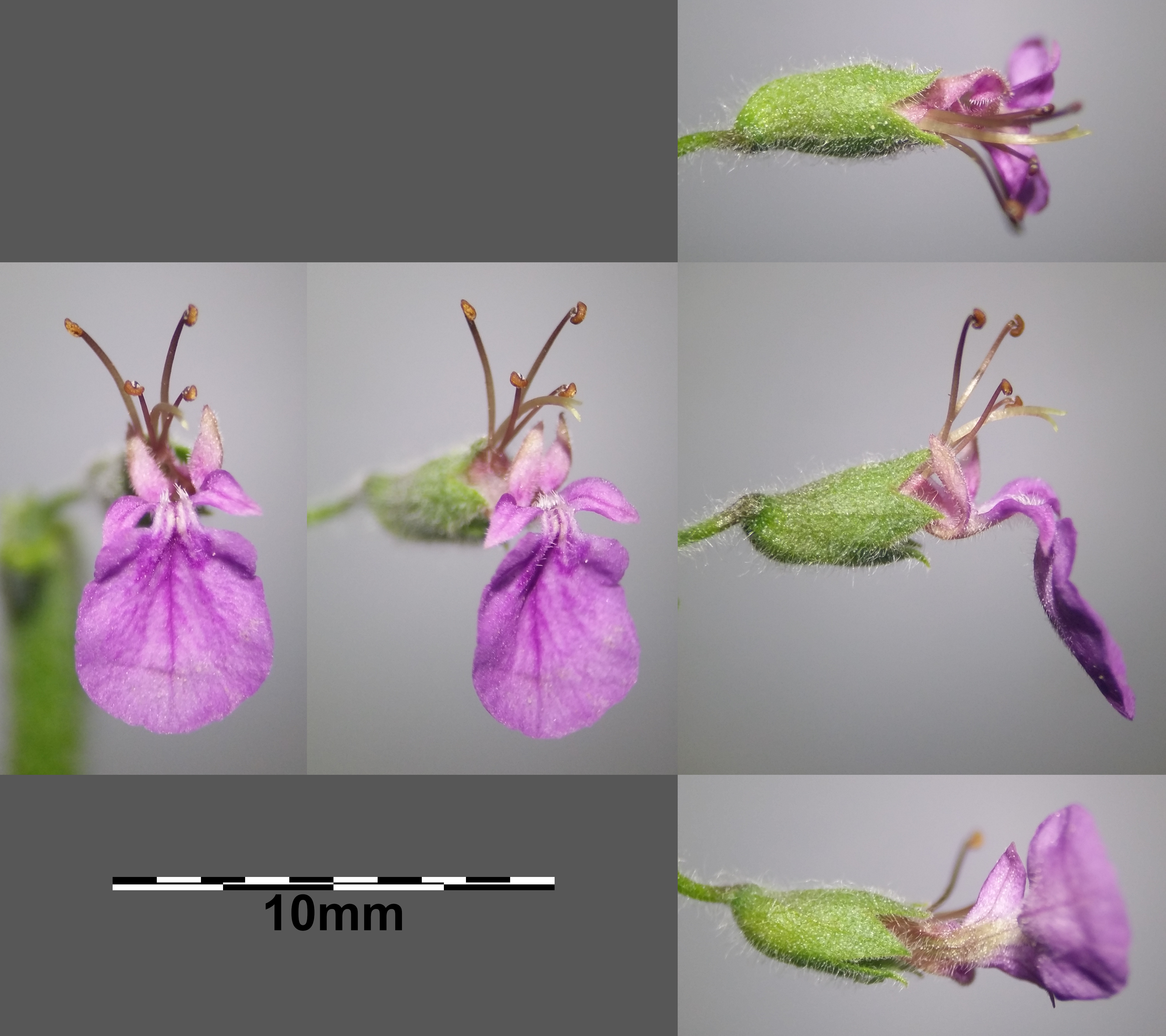
Zygomorphe Blüte aus verschiedenen Blickrichtungen

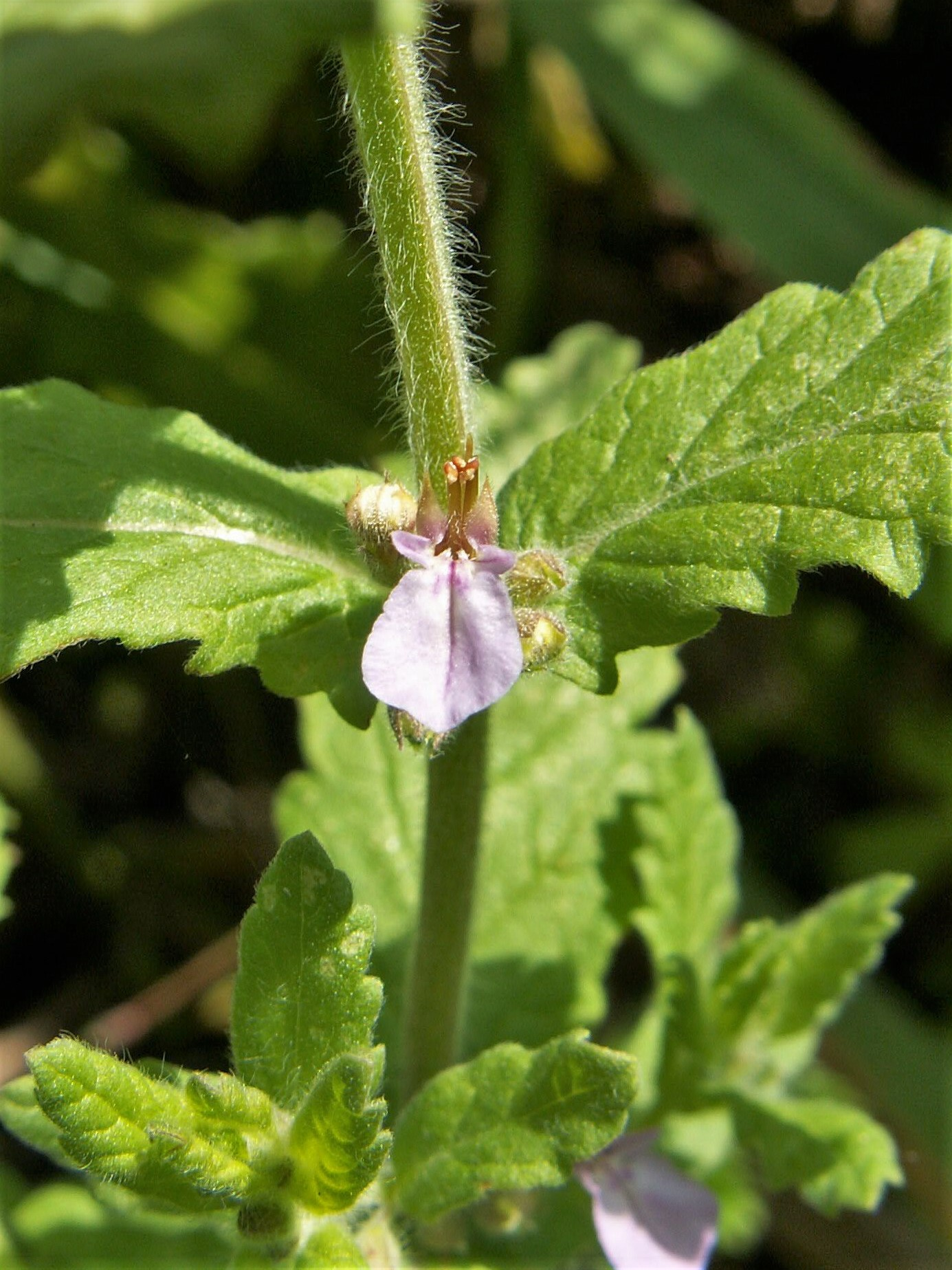
Stängel mit Indument und zygomorphe Blüte

### Vegetative Merkmale
Der Knoblauch-Gamander wächst als ausdauernde krautige Pflanze und erreicht Wuchshöhen von 10 bis 25 (5 bis 40) Zentimetern. Sie besitzt einen deutlichen, an Knoblauch oder Minze erinnernden, Geruch. Das kriechende Rhizom besitzt zahlreiche unter- sowie oberirdische, wurzelnde Ausläufer. Der aufrechte oder aufsteigende Stängel ist einfach oder ab der Basis verzweigt, ringsum mit einfachen, 1 bis 1,5 Millimeter langen Trichomen wollig oder zottig weich behaart und mehr oder weniger violett überlaufen.
Die relativ dicht gegenständig am Stängel angeordneten Laubblätter sind mehr oder weniger sitzend und mehr oder weniger violett überlaufen. Die einfache Blattspreite ist bei einer Länge von meist 2 bis 3 (1,5 bis zu 5) Zentimetern sowie einer Breite von meist 4 bis 12 (4 bis zu 20) Millimetern oval, verkehrt-eiförmig bis länglich, länglich-elliptisch oder länglich-elliptisch-lanzettlich mit spitzt zulaufender, gerundeter bis breit-keilförmiger Spreitenbasis, stumpfem, gerundetem oder spitzem oberen Ende und grob gekerbt-gezähnt (aus jeder Spreitenseite drei bis sechs Zähne) und beiderseits im unteren Bereich anliegend kurz sowie im oberen Bereich und besonders entlang der Blattnerven lang ausgebreitet behaart (Indument); sie können auch zusätzlich drüsig behaart sein. Es liegt Fiedernervatur vor. Die Laubblätter im mittleren Teil des Stängels sind meist am längsten.

### Generative Merkmale
Die Blütezeit reicht von Juli bis August. Im Blütenstand sind die Blätter länger als die Blüten und mindestens halb so lang wie unterhalb des Blütenstandes. In den Blattachseln der mittleren bis oberen Blätter befinden sich die Blüten einzeln und einseitswendig. In den obersten Blattwinkeln befinden sich Scheinquirle mit zwei bis vier, selten bis zu sechs Blüten. Es sind keine Deckblätter vorhanden. Der relativ dünne und mit einer Länge von 4 bis 5 Millimetern relativ kurze Blütenstiel ist aufrecht oder ausgebreitet.
Die zwittrige Blüte ist bei einer Länge von 8 bis 10 Millimetern zygomorph und fünfzählig mit doppelter Blütenhülle. Die fünf 2,8 bis 4 Millimeter langen Kelchblätter sind auf etwa 2/3 bis der Hälfte ihrer Länge glockenförmig verwachsen. Der Kelch ist an seiner Basis tief ausgesackt, wollig-zottig behaart und von grüner bis mehr oder weniger violetter Färbung. Die fünf etwas ungleichen Kelchzähne sind dreieckig. Die hell-karminrote, rosa- bis purpurfarbene, selten weißliche bis weiße 7 bis 8 Millimeter lange Krone besitzt keine Kronoberlippe. Die 0,5 bis 1 Zentimeter lange, herabgebogene Kronunterlippe endet in fünf Kronlappen und ist auf der Unterseite schwach flaumig behaart. Der Mittellappen der Unterlippe ist rundlich oder länglich sowie gewellt und die Seitenlappen sind schief eiförmig-dreieckig. Die vier Staubblätter überragen die Blütenkrone etwas. Der Fruchtknoten ist weiß gebärtet.
Die Klausen sind bei einer Länge von 0,8 bis 1,5 Millimetern sowie einem Durchmesser von etwa 0,6 Millimetern eiförmig bis fast kugelig mit geaderter, netzig-grubiger Oberfläche und am oberen Ende winzig drüsig.
Die Chromosomengrundzahl beträgt x = 16; es liegt Diploidie mit einer Chromosomenzahl von 2n = 32 vor.

## Ökologie
Beim Knoblauch-Gamander handelt es sich um einen helomorphen, plurienn-pollakanthen Hemikryptophyten. Durch die Ausläufer und niederliegende, sich bewurzelnde Stängel kann vegetative Vermehrung erfolgen. Die ist die bei dieser Art die übliche Form der Vermehrung und Ausbreitung.
Blütenökologisch handelt es sich um Eigentliche Lippenblumen. Die zwittrigen Blüten sind ausgeprägt protandrisch, dabei sind zuerst die männlichen und später die weiblichen Blütenorgane fertil, ohne Überlappung der Geschlechter. Als Belohnung für Bestäuber ist Nektar vorhanden. Meist erfolgt Insektenbestäubung; typische Bestäuber sind Hymenopteren. Der Knoblauch-Gamander ist fakultativ xenogam, dabei erfolgt meist Fremdbefruchtung und Selbstbestäubung ist die Ausnahme. Es liegt Selbstkompatibilität vor, also führt Selbstbefruchtung erfolgreich zum Samenansatz.
Die Bruchfrucht zerfällt vier einsamige, geschlossen bleibende Teilfrüchte, hier Klausen genannt. Die Klausen sind die Diasporen. Die Diasporen werden durch Wasser ausgebreitet (Hydrochorie). Doch ist dies nicht die häufigste Form der Vermehrung dieser Art.

## Vorkommen und Gefährdung vonTeucrium scordiumsubsp.scordium
Teucrium scordium ist ein submediterran-mediterranes Florenelement.
In Österreich ist der Knoblauch-Gamander sehr zerstreut bis selten zu finden und gefährdet. In der Schweiz kommt er selten vor. Er steigt im Schweizer Jura am Lac Brenet bis in eine Höhenlage von 1008 Metern auf. Der Knoblauch-Gamander kommt in Deutschland nur sehr zerstreut, vor allem in den großen Stromtälern von Elbe, Oder und Weichsel vor; ferner ist er unter anderem am Oberrhein, Bodensee, Main- und Donaugebiet zu finden.
Der Knoblauch-Gamander kommt primär an Pionierstandorten in Auen vor. Weitere primäre Standorte sind Verlandungsgesellschaften an Seeufern und periodisch trocken fallenden Weihern. Der Knoblauch-Gamander gedeiht nur in der kollinen bis montanen Höhenstufe in temperaturbegünstigten Tieflandgebieten. Der Knoblauch-Gamander gedeiht meist auf wechselnassen, überwiegend nährstoff- und basenreichen, mehr oder weniger neutralen Ton- und Torfböden. Meist gedeiht der Knoblauch-Gamander im Überschwemmungsbereich, allerdings darf das Wasser nur begrenzte Zeit dort stehen. In der Schweiz sind die ursprünglichen Habitate von Knoblauch-Gamander periodisch trocken fallende Weiher und Seeufer und Flussauen. Der Knoblauch-Gamander gedeiht in der Schweiz sekundär auf Wässerwiesen, auf gestörten Standorten in Streuwiesen, wenig bewachsenen Teichböden und -ufer, feuchten Mulden mit offenen Bereichen und an offenen Gräben. Der Knoblauch-Gamander wächst in Mitteleuropa in nassen Streuwiesen, Gräben, an Seeufern und in Flussauen. Er ist eine wärmeliebende, salzertragende, flachwurzelnde Kriechpionierpflanze. Er gilt in Mitteleuropa als Charakterart des Verbands Agropyro-Rumicion, kommt aber auch im Caricetum elatae des Magnocaricion-Verbands vor. In Tschechien gedeiht Teucrium scordium an feuchten Standorten.
Die ökologischen Zeigerwerte nach Landolt et al. 2010 sind in der Schweiz: Feuchtezahl F = 4+w+ (nass aber stark wechselnd), Lichtzahl L = 4 (hell), Reaktionszahl R = 4 (neutral bis basisch), Temperaturzahl T = 4 (kollin), Nährstoffzahl N = 3 (mäßig nährstoffarm bis mäßig nährstoffreich), Kontinentalitätszahl K = 3 (subozeanisch bis subkontinental), Salztoleranz 1 = tolerant.

### Artenschutz
Teucrium scordium gilt nach IUCN 1998 global als stark gefährdet. Die Bestände von Teucrium scordium gelten im ganzen Verbreitungsgebiet als „stark rückläufig“. Der Knoblauch-Gamander ist in der Roten Liste der gefährdeten Pflanzenart Deutschlands nach Metzing et al. 2018 in Kategorie 2 = „stark gefährdet“. Diese Bewertung ist gegenüber der älteren Liste nach Korneck et. al. 1998 gleich geblieben. Diese Einstufung wird unter anderem mit der Seltenheit und dem fortlaufenden starken Rückgang dieser Art gegründet. Diese Pflanzenart sollte wegen ihrer Seltenheit und Gefährdung nicht gesammelt werden! 
In der Schweiz sind die wenigen Bestände um über 90 % zurückgegangen. Knoblauch-Gamander wird nach Moser et al. 2002 in der Schweiz als „stark gefährdet“ bewertet.
In Tschechien gilt Teucrium scordium als EN = „endangered“ = „stark gefährdet“, da die wenigen Bestände fortlaufend abnehmen.

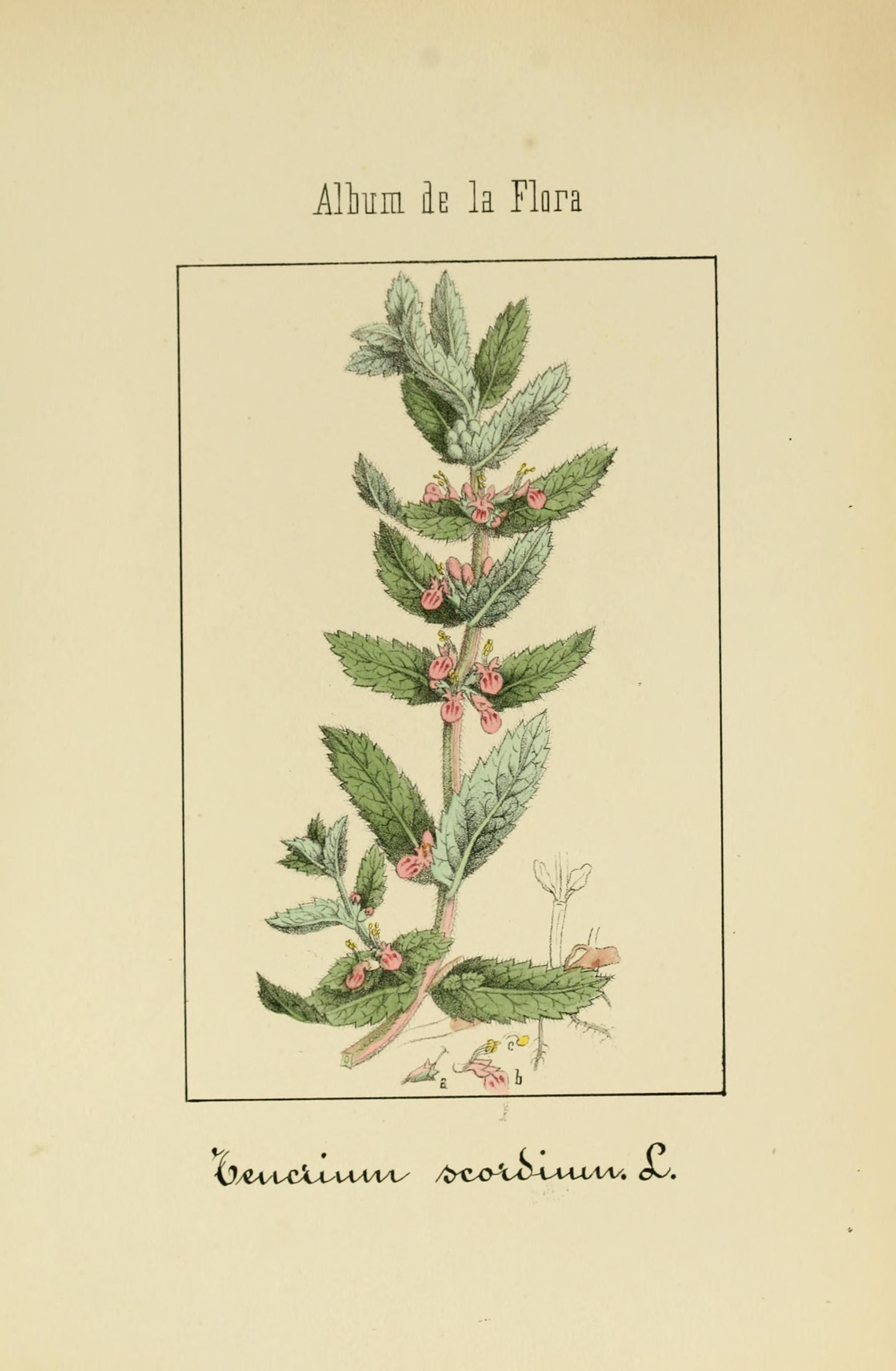
Illustration aus Album de la flora médico-farmacéutica é industrial, indígena y exótica, Tafel 31

## Systematik und Verbreitung
Die Erstveröffentlichung von Teucrium scordium erfolgte 1753 durch  Carl von Linné in Species Plantarum, Tomus II, S. 565. Das Artepitheton scordium leitet vom griechischen Namen scordium für eine nach Knoblauch riechende Pflanzenart ab. Ein Synonym für Teucrium scordium L. ist Chamaedrys scordium (L.) Moench.
Die Subtaxa von Teucrium scordium sind von Südwesteuropa und Südskandinavien über Mitteleuropa bis in den Mittelmeerraum und Vorderasien  bis Zentralasien über den Himalaya bis China und Westsibirien weitverbreitet und kommt am Horn von Afrika vor.
Je nach Autor gibt es etwa vier Unterarten oder Varietäten:
- Teucrium scordium subsp. glabrescens (Murata) Rech. f. (Syn.: Teucrium serratum var. glabrescens Murata, Teucrium scordium var. glabrescens (Murata) Hedge & Lamond): Sie kommt nur von Afghanistan bis Pakistan vor.[12][3]
- Teucrium scordium subsp. scordioides (Schreb.) Arcang. (Syn.: Teucrium scordioides Schreb., Scordium scordioides (Schreb.) Fourr., Teucrium scordioides var. lanuginosum (Hoffmanns. & Link) Nyman, Teucrium lanuginosum Hoffmanns. & Link, Teucrium amplexicaule Wallr., Teucrium corbariense Pourr. ex Nyman, Teucrium petkovii Urum.): Sie ist vom nordwestlichen Afrika bis Vorderasien und von Südeuropa bis Zentralasien verbreitet.[12][4] Es gibt Fundortangaben für Tunesien, Marokko, Gibraltar, Spanien, Portugal, die Balearen, Andorra, Frankreich, Monaco, Korsika, Sardinien, Sizilien, Malta, Italien, das ehemalige Jugoslawien, Albanien, Bulgarien, Griechenland, Kreta, Karpathos, Inseln in der östlichen Ägäis, Zypern, die Türkei, für das Gebiet von Israel, Palästina, Jordanien, Libanon sowie Syrien, die Ukraine, die Krim sowie Kaukasien,[13] Transkaukasien, Kasachstan, Kirgisistan, Tadschikistan, Turkmenistan, Usbekistan und chinesischen Xinjiang.[12]
- Teucrium scordium L. subsp. scordium (Syn.: Chamaedrys palustris (Lam.) Gray, Monochilon palustris (Lam.) Dulac, Scordium altaicum Gilib. nom. inval., Scordium officinale Gueldenst. ex Ledeb., Scordium palustre (Lam.) Fourr., Scordium procumbens Lag., Teucrium abyssinicum Hochst. ex Benth., Teucrium arenarium S.G.Gmel., Teucrium caucasicum Willd. ex Spreng., Teucrium elongatum Menyh., Teucrium palustre Lam., Teucrium scordium var. microphyllum A.Rich.): Sie kommt von Europa über Vorder- sowie Zentralasien und am Horn von Afrika bis Westsibirien vor.[12][4] Es gibt Fundortangaben für die Balearen, Spanien, Andorra, Frankreich, Monaco, Italien, die Schweiz, Liechtenstein, Österreich, Deutschland, die Niederlande, Luxemburg, Belgien, die Kanalinseln, das Vereinigte Königreich, Irland, Dänemark, Schweden, die Baltischen Staaten, Kaliningrad, Belarus, Polen, Ungarn, die ehemalige Tschechoslowakei, das ehemalige Jugoslawien, Bulgarien, Rumänien, den europäischen Teil Russlands, die Ukraine, die Türkei, Libanon sowie Syrien,[13] Eritrea, nordwestliches Äthiopien, Westsibirien, den westlichen Himalaya, Kasachstan, Xinjiang sowie die chinesische Provinz Gansu.[12][4]
- Teucrium scordium subsp. serratum (Benth.) Rech. f. (Syn.: Teucrium serratum Benth., Teucrium scordium var. serratum (Benth.) Hedge & Lamond): Sie kommt vom nordöstlichen Iran bis zum westlichen Himalaya, Afghanistan sowie Pakistan vor.[12][3]

## Nutzung

### Verwendung als Heilpflanze
Der Knoblauch-Gamander (früher auch Scordium verum genannt) wurde früher als Heilpflanze verwendet. Im Mittelalter wurde Scordium dem Allheilmittel Theriak sowie dem Pestmittel Diascordium beigemischt. Bei der Pestepidemie 1668 in Basel soll dieses Heilmittel auf Anraten des Schweizer Arztes Bernhard Verzascha vielen Menschen das Leben gerettet haben. Das frische Kraut wurde auch auf eiternde Wunden gelegt.
In China wird Teucrium scordium als Heilpflanze verwendet, um Wunden und Hydrops (Wassersucht) zu behandeln.

### Färberpflanze
An der Donau soll das „Kraut“ zur Gelbgrünfärbung von Tüchern verwendet worden sein.